# Cocktail (pel·lícula)
Cocktail és una pel·lícula estatunidenca rodada per Touchstone Pictures el 1988. És protagonitzada per Tom Cruise, que interpreta a un cambrer amb talent i ambiciós que aspira a entrar al món dels negocis, però que troba l'amor mentre treballava en un bar de Jamaica. Ha estat doblada al català

## Argument
Després de deixar l'Exèrcit i traslladar-se a Nova York, Brian Flanagan (Tom Cruise) aconsegueix un treball a temps parcial com a cambrer en TGI Friday's mentre estudia per obtenir un títol en negocis (que necessita per aconseguir un treball en publicitat). Al principi Brian és un cambrer terrible però amb el temps, aprèn els trucs de l'ofici del seu cap Doug Coughlin (Bryan Brown). Brian i Doug aviat es fan molt amics i Doug assumeix un paper de mentor de Brian. La seva tutela té una gran repercussió en el jove. Un exemple del seu consell d'experts, que en realitat resulta ser bastant commovedora, és la "Llei de Coughlin: Beguda o se'n va! "Tot la resta és sempre una mica millor".
Doug té la intenció de posar-li al seu bar "Cocktails & Dreams".

## Repartiment
| Personatge            | Actor               |
| --------------------- | ------------------- |
| Brian Flanagan        | Tom Cruise          |
| Jordan                | Elisabeth Shue      |
| Doug Coughlin         | Bryan Brown         |
| Bonnie                | Lisa Banes          |
| Mooney                | Laurence Luckinbill |
| Kerry Coughlin        | Kelly Lynch         |
| Coral                 | Gina Gershon        |
| Oncle Pat             | Ron Dean            |
| Eddie                 | Robert Donley       |
| Eleanor               | Ellen Foley         |
| Dulcy                 | Andrea Morse        |
| Professor d'Economia  | Jack Newman         |
| Professor de Finances | Paul Benedict       |
| Professor d'anglès    | George Sperdakos    |
| Turista               | Gerry Bamman        |
| Poeta                 | Kelly Connell       |
| Amo del Bar           | Larry Block         |
| Turista               | James Eckhouse      |
| Henry                 | Gregg Baker         |

## Crítica
Malgrat l'èxit de la pel·lícula en la taquilla, la pel·lícula va guanyar dos Premis Golden Raspberry com a Pitjor Pel·lícula i Pitjor Guió i Tom Cruise va ser nominat com a Pitjor Actor.
La longitud i l'estil del cabell de Tom Cruise canvien durant tota la pel·lícula, fins i tot en les escenes que tenen lloc immediatament després de l'anterior.

## Banda sonora
1. Salvatge - Starship (anteriorment Jefferson Starship)
2. Powerful Stuff - The Fabulous Thunderbirds
3. Since When - Robbie Nevil
4. Don't Worry, Be Happy - Bobby McFerrin
5. Hippy Hippy Shake - The Geòrgia Satellites
6. Kokomo - The Beach Boys
7. Rave On! - John Cougar Mellencamp
8. All Shook Up - Ry Cooder
9. Oh, I Love You Sota - Preston Smith
10. Tutti Frutti - Little Richard